# Poeira exozodiacal
Poeira exozodiacal é a poeira formada por grãos de carbono amorfo e silicatos, de tamanho entre 1-100 micrômetros, que preenche o plano de sistemas planetários extrassolares. É o correspondente exoplanetário da poeira zodiacal, a poeira de grãos entre 1 e 100 micrômetros observada no Sistema Solar, especialmente no interior do cinturão de asteroides. Assim como na poeira zodiacal, esses grãos são provavelmente produzidos por cometas em desgaseificação, assim como por colisões entre corpos maiores, como asteroides. Nuvens de poeira exozodiacal são frequentemente componentes de discos de detritos que são detectados ao redor de estrelas da sequência principal, através do excesso de emissão de infravermelho. Discos exozodiacais particularmente quentes são também comumente encontrados perto de estrelas do tipo espectral A-K.
Por convenção, a poeira exozodiacal se refere à parte mais interna e mais quente desses discos de detritos, a poucas unidades astronômicas da estrela. Como a poeira exozodiacal é tão prevalente tão próximo da estrela é objeto de debate, com diversas teorias competindo para tentar explicar o fenômeno. As formas da poeira exozodiacal podem mostrar a influência dinâmica de planetas extrassolares, e potencialmente indicar a presença desses planetas. Como está frequentemente localizada próximo à zona habitável da estrela, a poeira exozodiacal pode ser uma fonte importante de ruído para tentativas de localizar planetas terrestres. Em torno de uma em 100 estrelas nos sistemas estelares próximos mostra um alto teor de poeira quente, que é aproximadamente 1000 vezes maior do que a emissão média de poeira na faixa de 8,5 - 12 μm.

## Formação
Embora esta poeira fosse inicialmente teórica, nós agora temos observado sua assinatura infravermelha ao tentar observar exoterras. Como a poeira exozodiacal é equivalente à poeira zodiacal, a teoria para sua formação é a mesma. Isto é contrastante com a poeira interestelar, que não é capturada por um sistema estelar. Restos particulados da formação de um sistema estelar, bem como detritos de colisões de objetos maiores, produzem poeira exozodiacal. Acredita-se que a quantidade de poeira exozodiacal esteja sempre diminuindo, na medida em que corpos massivos, como planetas, absorvem quantidades significativas dela. Por exemplo, a Terra absorve 40 000 toneladas desta poeira por ano. A poeira emite radiação infravermelha, e através de interações gravitacionais com corpos como o Sol, forma anéis de infravermelho. Esses anéis foram observados em muitos sistemas estelares na Via Láctea. A teoria indica que poeiras de fontes diferentes, como a de colisões de asteroides, cometas e particulados capturados, formam estruturas de infravermelho diferentes.

## Exemplos de estrelas com poeira exozodiacal
- 51 Ophiuchi
- Fomalhaut[7][8]
- Tau Ceti[8][9]
- Vega

## Pesquisa em andamento
As observações têm mostrado que algumas estrelas de tipo espectral A-K possuem as assinaturas de infravermelho de poeira exozodiacal muito mais próximo da estrela do que a teoria prevê como possível. Dentro de uma certa circunferência da estrela, espera-se que a poeira seja moída e ejetada pela estrela em alguns anos. Como a poeira foi confirmada nesta proximidade da estrela, os modelos ainda não podem explicar a sua presença. A modelagem do comportamento das poeiras zodiacal e exozodiacal é uma área de pesquisa digna de nota, uma vez que a poeira se apresenta como ruído para os astrônomos que tentam observar corpos planetários. Se a poeira puder ser modelada com precisão, ela pode ser subtraída das observações das exoterras.